# El Anunciador Universal
La primera publicació de El Anunciador universal: diario de anuncios, avisos y noticias fou a Barcelona, el 9 de juny de 1878, fabricada a la mateixa ciutat per la impremta Llop y Santpere, però se’n desconeix l'editor. De fet, aquest diari va ser fruit d’una suspensió durant 5 dies de El Anunciador Catalán, un diari que s'estrenà a principis de 1878 i que durà fins l’any 1922, ja que posteriorment es convertiria en La Publicitat, la versió d’un diari que procedia de la transformació de La Publicidad, en castellà, i que duraria fins al 23 de gener de 1939, temps en què representà l’òrgan del catalanisme. Així doncs, els dies en què es va publicar El Anunciador universal constaven dins l’època on la direcció del diari al que substituí era gestionada per Eusebio Pascual y Casas, cosa que indica que ell devia ordenar els 5 dies de suspensió del catalán per l’universal.
La periodicitat de El Anunciador universal, per tant, fou diària, de 9 a 13 de juny. Pel que fa al preu, el cost de la subscripció era de 2 rals al mes, dins de Barcelona, o 12 rals al trimestre per qui era de fora.

## Història
La durada d’aquest diari va ser realment breu, ja que se’n publicaren tan sols 5 números i de forma diària, és a dir, del 9 al 13 de juny de 1878. Això és degut al fet que es tractà d’una substitució de la revista El Anunciador catalán durant aquests 5 dies, que va tenir una durada més llarga, del 31 de gener  al 26 de juny de 1878, però que va comptar amb dues suspensions. La primera, de l’1 d’abril al 8 de juny, dia en què es va tornar a publicar. Ara bé, acte seguit, es tornà a suspendre durant 5 dies, del 9 al 13 de juny, en els quals es publicà El Anunciador universal.
La temàtica d’aquest diari o, més en dit, el contingut, era bàsicament anuncis, avisos o notícies sobre ofertes, negocis, fets o assumptes de la ciutat de Barcelona. És a dir, s'hi trobaven des d’anuncis de comerços de sastres, camisers, de persianes, de peces per cotxes, entre d'altres. De fet, es tractaven d’anuncis i comunicats a preus convencionals, com posava al mateix diari. Per  tant, no es tractava d’un diari informatiu, sinó d’un text elaborat per a què els lectors estiguessin al cas del què oferien tots aquells negocis barcelonins, en certa manera, encarat a promocionar les ofertes o el comerç local.

## Ideologia
Al tractar-se d’una substitució, El Anunciador universal durà tan sols 5 dies i el seu últim número sortí el 13 de juny de 1878. De fet, s'emmarca dins la trajectòria del diari La publicidad, en castellà, que durà de 1878 fins 1922. Aquest diari es va anar catalanitzant mica en mica i es passà a anomenar La Publicitat, però en el seu primer any, el diari va néixer amb el nom de El Anunciador catalán, amb una ideologia republicana i actuant com l’òrgan del republicanisme possibilista a Barcelona. Per tant, el final de El Anunciador universal se situa al final de la suspensió de 5 dies de El Anunciador catalán, el 13 de juny de 1878, motiu de suspensió desconegut, però que el contingut dels dos diaris anà en la mateixa línia.

## Equip
A causa que es El Anunciador universal es tracta d’una substitució de tan sols 5 dies, no hi ha informació sobre els seus fundadors o directors. Ara bé, es sobreentén que forma part de la trajectòria de la revista de La Publicitat, que en els seus inicis, com s'ha mencionat anteriorment, duia el nom de El Anunciador catalán, per tant, els directors i fundadors del diari a finals del segle xix fins a principis del XX, o els redactors dels que se’n té coneixença, en són, suposadament, els mateixos.
| Directors                 | Redactors i/o col·laboradors   |
| Eusebio Pascual y Casas   | Baldomero Oller (corresponsal) |
| Eusebio Corominas Cornell |                                |
| ------------------------- | ------------------------------ |